# Zelzate
Zelzate (Pronunciación en neerlandés: [ˈzɛlzaːtə]) es un municipio localizado en la provincia de Flandes Oriental en Bélgica. El término municipal comprende solamente la villa de Zelzate propiamente dicha. El 1 de enero de 2018 Zelzate tenía una población total de 12.699 habitantes. Su extensión total es 13,71 km ², que da una densidad de población de 927 habitantes por km².
Zelzate está dividido a dos partes por el canal Gante-Terneuzen. Hay un puente levadizo de hormigón y un túnel que conectan los dos lados. Zelzate es conocida por la gran industria contaminante sita en su proximidad, lo que la hace la villa con la calidad de aire más baja en el país. Recientemente ArcelorMittal Ghent (Sidmar) realizó una inversión importante que resultó en una disminución de emisiones de un 90%.

## Demografía

### Evolución
Todos los datos históricos relativos al actual municipio, el siguiente gráfico refleja su evolución demográfica, incluyendo municipios después de efectuada la fusión el 1 de enero de 1977.
| Gráfica de evolución demográfica de Zelzate entre 1846 y 2018 |
|                                                               |

## Ciudadanos notables
- Eric Verpaele (nacido en Zelzate el 2 de febrero de 1952), escritor.
- Eddy Wally (1932-2016), cantante.

## Ciudades hermanadas
La ciudad está hermanada con:
- Aubenas (Francia)
- Cesenatico (Italia)
- Delfzijl (Netherlands)
- Schwarzenbek (Alemania)
- Sierre (Suiza)